# Poul Nowack
 Der er for få eller ingen kildehenvisninger i denne artikel, hvilket er et problem. Du kan hjælpe ved at angive troværdige kilder til de påstande, som fremføres i artiklen.

Poul Nowack, (født 1950 i Herning) er rockhistoriker, sangskriver, forfatter og ejer af Memory Lane Rockmuseum. Han er uddannet håndværker og senere lærer på Ribe Seminarium 1979, med linjefagene historie og samfundsfag. I 1981 blev han ansat på Grenaa Tekniske Skole som underviser, udviklingskonsulent og afdelingsleder for voksen- og erhvervskurser, og har efteruddannelse indenfor ledelse, projektstyring mv. Poul Nowack har skrevet en del sangtekster, hvoraf 10 indtil nu (2024) er udgivet bl.a. "Så dig ved et pigtrådsbal"med Ole Steenen, "Pigtråd på Bakken" med The Scoops’ og "Jeg bli’r så forelsket" med Niels Werner. Nowack har udgivet 8 bøger, bl.a. Konflikt og samarbejde, Virksomhedsudvikling og medarbejderkvalifikationer og musikbøgerneDa rock'en kom til Djursland og  Da rock'en kom til Herning. 
Poul Nowack er mangeårig fritidsmusiker i Herning-bandet The Candy Men (1964-69) og i Midnight Special på Djursland i 1990'erne og indtil 2007. Han har skrevet mange artikler om musik og ungdomskultur samt lokalhistorie, bl.a. Dreng i Lind - ung i Herning i Herning-bogen 2012. Har oprettet og driver flere fb musik-fanklubber: Fan Club for dansk pigtrådsmusik, Fanklub for dansk rock i 70erne og 'Memory Lane Rockmuseum'. 
Poul Nowack har en stor samling af genstande om musik og ungdomskultur fra 1950'erne til i dag, og har medvirket til mange museums-udstillinger om musik- og ungdomslivet på bl.a. Koldinghus, med Beatles Forever, Aarhus Rocks i Den Gamle By i Aarhus, De dejlige ungdomsår på Gammel Estrup og med Vi - de unge på Museum Østjylland i Grenaa og Randers. Poul Nowack ejer Memory Lane Rockmuseum som er Danmarks første rock- pop og ungdomsmuseum. Museet åbnede 1. oktober 2014 på Fuglsøcentret nær Ebeltoft.